# Periophthalmus argentilineatus
Periophthalmus argentilineatus är en fiskart som beskrevs av Valenciennes, 1837. Periophthalmus argentilineatus ingår i släktet Periophthalmus och familjen smörbultsfiskar. Inga underarter finns listade i Catalogue of Life.